# Гроте, Марко
Марко Гроте (нем. Marco Grote; род. 11 октября 1972, Бремен) — немецкий профессиональный футболист и тренер.

## Карьера
Гроте играл на профессиональном уровне за клубы «Бремерхафен», «Ольденбург» и «Гамбург II». За свою активную карьеру Гроте провёл 147 матчей на позиции правого защитника в Северной Региональной лиге, в которых забил четыре гола.
Тренерскую лицензию Гроте получил в 2010 году после окончания курса в Академии имени Хеннеса Вайсвайлера. Гроте был помощником тренера в «ВфБ Любек» с 2004 по 2006 год, а с 2008 по 2020 год руководил различными молодёжными командами бременского «Вердера», воспитанником которого является сам.
Он был назначен наставником ФК «Оснабрюк» в июле 2020 года. Был уволен 15 февраля 2021 года. 
Гроте тренирует юношескую команду клуба Бундеслиги «Унион Берлин» с лета 2022 года. Марко возглавил первую команду в качестве временного тренера в ноябре 2023 года, сменив швейцарца Урса Фишера. В его тренерский штаб вошла первая женщина-тренер на уровне первой Бундеслиги Мари-Луизе Эта. В конце ноября прекратил исполнение полномочий главного тренера после назначения тренером Ненада Белицы. 6 мая 2024 года вновь стал исполняющим обязанности главного тренера «Униона» после увольнения Белицы.

## Личная жизнь
Марко Гроте женат, имеет двоих сыновей.